# Ści(ą)gany
Ści(ą)gany (ang. Wrongfully Accused) – film komediowy z 1998 roku w reżyserii Pata Profta, parodiujący filmy sensacyjne i akcji.

## Fabuła
Na początku filmu główny bohater - sławny skrzypek, Ryan Harrison (Leslie Nielsen) - daje koncert „Władca skrzypiec”. Później Ryan idzie na przyjęcie, gdzie poznaje milionera Hibbinga Goodhue'a (Michael York), sponsorującego jego występy, jak również jego żonę Lauren (Kelly LeBrock) i prawdopodobną kochankę Cass Lake (Melinda McGraw).
Następnego wieczora znajduje w swoim samochodzie list od Lauren wzywający go do domu Goodhue'a. Gdy się tam zjawia atakuje go Sean Laughrea (Aaron Pearl), który właśnie zabił Goodhue'a (razem z nieznaną wspólniczką). Rozpoczyna się bójka, w której Sean traci rękę, nogę i oko. Ryan zostaje uderzony w głowę łopatą i upada. Leżąc na podłodze słyszy jak Sean mówi o operacji „Nieśmiertelny” i planach zabicia szefa ONZ - sir McKintyre'a (Gerard Plunkett). Gdy Sean to zauważa ogłusza go.
Następnego ranka Ryan budzi się, w domu pełnym ludzi, z bronią w ręku przez co wydaje się, że to on zabił Goodhue'a. Lauren również tak zeznaje. Ryan zostaje aresztowany. W nocy, kiedy jest przewożony do więzienia autobus wpada w poślizg. Ryanowi udaje się uciec. Następnego dnia do akcji wkracza porucznik Fergus Falls (Richard Crenna) z ekipą, którzy szukają zbiega. Ryan wraca do domu Goodhue'a w nadziei znalezienia jakiejś wskazówki. Spotyka tam Cass Lake, która wie, że Ryan jest niewinny. Ryan podejrzewa barmana z przyjęcia i Lauren o zabójstwo. Nagle Ryan słyszy wóz policyjny. Cass pomaga mu zatrzymać policjantów. Ryan wchodzi do ścieków, a Fergus Falls podąża za nim. Kiedy Ryan jest przy wyjściu porucznik Falls znajduje go. Ryan spada ze ścieków, z wielkiej wysokości do wody.
Cass szuka kluczy do swojego bloku, spotyka ją Ryan. Razem wchodzą do domu. W mieszkaniu Ryan oskarża ją o uczestnictwo w zabójstwie. Cass próbuje mu powiedzieć, że to nieprawda, ale ten jej nie wierzy. W końcu udaje jej się go przekonać by został u niej. Wieczorem Ryan słyszy jak Cass rozmawia z kimś przez telefon. Podejrzewa, że o nim. Przeszukując jej szufladę znajduje liścik miłosny od Lauren do Seana. Niespodziewanie do drzwi zaczyna dobijać się policja. Ryan wyskakuje z okna do furgonetki. Później przebrany za lekarza wchodzi do szpitala zajmującego się robieniem sztucznych kończyn. Po chwili spotyka Cass. Ryan jednak wciąż twierdzi, że ona go okłamuje. Gdy mówi jej o listach ta przyznaje się, że Lauren jest jej siostrą, a Sean - bratem. Następnie ogłusza go. Po odzyskaniu przytomności Ryan zakrada się do sali z komputerem i drukuje informacje o Seanie.
Kiedy wychodzi ze szpitala wsiada do czyjegoś samochodu i rusza. Na polu kukurydzy znajduje go Cass. Po chwili przybywają też Lauren i Sean. Cass strzela w Ryana. Potem cała trójka przygotowuje się do zabicia sir McKintyre'a. Gdy Cass jest sama przychodzi do niej Ryan. Okazuje się, że Cass strzelała ślepakami. Ryan w końcu jej wierzy. Cass mówi Ryanowi o swoim niedawnym odkryciu: Robert McKintyre jest jej ojcem. Na festiwalu Sean próbuje zastrzelić sir McKintyre'a, ale Ryan go powstrzymuje. Ryan, Cass i sir McKintyre uciekają wozem gonieni przez Seana i Lauren. Furgonetka Ryana, Cass i jej ojca jest ostrzeliwana, ale udaje im się przeżyć. Seana i Lauren zatrzymuje SWAT. Ryan Harrison zostaje uniewinniony.

## Obsada
- Leslie Nielsen - Ryan Harrison
- Melinda McGraw - Cass Lake
- Kelly LeBrock - Lauren Goodhue
- Richard Crenna - porucznik Fergus Falls
- Sandra Bernhard - dr. Fridley
- Michael York - Hibbing Goodhue
- Aaron Pearl - Sean Laughrea
- Leslie Jones - sierżant Tina Bagley
- Benjamin Ratner - sierżant Orono

## Parodie
- Ścigany - główna parodia.
- Czas patriotów - imię Ryana Harrisona.
- Stan zagrożenia - nazwisko Ryana Harrisona.
- Gwiezdne wojny - miecz świetlny w scenie koncertu.
- Ojciec Chrzestny
- Casablanca
- Upadek
- Ben-Hur
- Brudny Harry
- Superman - scena, w której Ryan Harrison leci jak Superman.
- Braveheart. Waleczne serce - scena, w której Ryan Harrison jest ubrany w kilt.
- Słoneczny patrol - scena nad wodą.
- Północ, północny zachód - scena z samolotem.
- Szklana pułapka
- Mission: Impossible - scena w szpitalu, w której Ryan Harrison włamuje się do sali z komputerem.
- Titanic - scena na statku wycieczkowym.
- Aniołki Charliego
- Fatalne zauroczenie
- Słomiany wdowiec
- Sokół maltański
- Powrót do przyszłości
- Up in Smoke - scena, w której Ryan Harrison prowadzi samochód na polu kukurydzy i jego kierownica.
- Ace Ventura: Zew natury
- Pole marzeń
- Podejrzani - scena w sklepie wędkarskim.